# 63 Pułk Piechoty (austro-węgierski)
Węgierski Pułk Piechoty Nr 63 (niem. Ungarisches Infanterieregiment Nr. 63) – pułk piechoty cesarskiej i królewskiej Armii.
Pułk kontynuował tradycje pułku utworzonego w 1860 roku.
Okręg uzupełnień – Bystrzyca (węg. Beszterce, niem. Bistritz) na terytorium 12 Korpusu.
Kolejnymi szefami pułku byli:
- 1860–1890 – Wilhelm III. König der Niederlande,
- 1891–1902 – Paul Alexandrowitsch Großfürst v. Rußland,
- 1903–1918 – Heinrich von Pitreich.

Kolory pułkowe:  pomarańczowy (orangegelb), guziki srebrne.

## Dyslokacje

### Dyslokacja w roku 1873
Dowództwo w Kolożwarze, batalion zapasowy oraz batalion uzupełnień w Bystrzycy.

### Dyslokacje w latach 1903–1905
Dowództwo oraz wszystkie bataliony oprócz I w Pljevlji. I batalion w Bystrzycy.

### Dyslokacja w latach 1906–1914
Dowództwo oraz bataliony II i IV w Bystrzycy. II i IV batalion podlegały dyslokacjom. I batalion: 1906–1908 – Bystrzyca, 1909–1914 – Mostar. IV batalion 1906–1908 – Kolożwar, 1909–1914 – Bystrzyca.
Przydział w roku 1914: 35 Dywizja Piechoty.
Skład narodowościowy w 1914 roku 73% – Rumunii.

## Żołnierze
Komendanci pułku
- 1873 – płk Conrad Supanchich Edler von Haberko
- 1903–1908 – płk Kamillo Wittmann
- 1909–1911 – płk Richard Mayer
- 1913–1914 – płk Johann Hefner

Oficerowie
- Hermann Kusmanek von Burgneustädten - późniejszy komendant Twierdzy Przemyśl[2].